# الدو ائورگی
الدو ائورگی (انگلیسی: Aldo Aureggi; ۶ اکتبر ۱۹۳۱ – ۲۱ اوت ۲۰۲۰) ورزشکار شمشیربازی اهل ایتالیا بود.
وی در مسابقات کشوری و بین‌المللی در مجموع برندهٔ ۱ مدال نقره شده‌است.